# Архитектура Уфы
Город Уфа является местом, где сочетаются культуры разных народов, со множеством исторических, культурных и архитектурных памятников.
Со дня основания Уфимского кремля в 1574 году, началось развитие современной Уфы. За это время в городе появилось большое количество зданий и сооружений, которые представляют собой ценность и определяет идентичность города.

## Этапы застройки

### Древняя Уфа
На территории современной Уфы в разное время были обнаружены городища, селища, могильники и курганы, которые относятся к археологическим памятникам города.

#### Городища
- Чёртово городище (Уфимское I)[1]
- Городище Уфа II
- Городище Уфа-V
- I-е Нагаевское городище
- II-е Нагаевское городище
- Усть-Уфимское городище
- Нагайское городище

#### Селища
- Селище Воронки
- Селище Ручейное
- Затонское местонахождение
- Затонское I селище
- Затонское II поселение
- Затонская III стоянка
- Затонское IV селище
- I-е Миловское поселение
- II-е Миловское поселение
- III-е Миловское поселение
- Уфимское местонахождение
- II-е Ново-Турбаслинское селище
- I-е Романовское поселение
- II-е Романовское поселение
- IV-е Романовское селище
- I-е Дудкинское селище
- II-е Дудкинское селище
- Уфимское селище (Бельские землянки)
- Селище Юнар
- Черниковское селище
- Тоннельное селище
- Уфимское селище (Салют)
- Уфимское селище (Госцирк)
- Черноозерская стоянка и селище
- Чесноковская I стоянка

#### Могильники
- 1 и 11 Галановский могильник
- Уфимский могильник
- Нагаевский курганный могильник
- Жилино — 1 (Жилинский могильник)
- Ново-Уфимский могильник
- Погребение по улице Егора Сазонова
- Погребение по улице Аксакова, 97 (завод УАПО)
- Погребение на углу улиц Свердлова и Зенцова

#### Курганы
- Новиковские курганы
- Глумилинские курганы
- Ново-Турбаслинские курганы

### Период конца XVI — начала XIX века
В сочинении «Краткое описание губернского города Уфы с начала его построения до сего 1806 года» относительно основания города приведены следующие слова чиновника Оренбургского губернского правления Василия Ребелинского:
| Что ж касается башкирцев, то видно из многих описаний, как сего народа, так и о жительстве их, кои от различных возмущений, как и междоусобных воин, так и соседних своих народов, строили маленькие укрепления и городки и наконец, соединясь во множестве, распространили свои жилища и укрепления, а для сей причины и город Уфа построен. |

После вхождения в 1557 году Башкортостана в состав Русского царства башкиры обратились к царю Ивану IV с челобитьем о строительстве на их земле города. П. И. Рычков писал об этом событии: «По достоверным выправкам нашлось, что башкирцы о построении сего города челобитье своё имели в 7081 (1573) году не только для того одного, чтобы им положенный на них ясак тут, как внутри их жилищ, платить было льготнее, но и от неприятелей бы иметь им здесь убежище и защиту». В шежере башкир племени юрматы говорится: «Трудно было возить ясак в город Казань, который был далеко: у великого царя просили построить город Уфу на своей земле». В шежере юго-восточных башкир повествуется о том, что «башкиры стали просить царя, чтобы для отражения набегов… и для удобности взноса ясака дозволено было на их земле построить город».
В 1560 году думный дворянин И. А. Артемьев по приказу Ивана IV приезжает в башкирский край для «очерчивания» места под строительство крепости на реке Белой Воложке и проведения окружной межи.
По юлианскому календарю 30 мая 1574 года, в Троицын день, в устье рек Сутолоки и Ногайки высадился отряд московских стрельцов. Здесь же на берегу было возведено первое городское здание Уфы — небольшая обыденная церковь (срубленная в один день — «об един день»), названная в честь праздника Троицы. В храме были устроены приделы во имя Божьей Матери и Святого Николая Чудотворца. Церковь отмечена на картах Уфы вплоть до конца XIX века. До наших дней не сохранилась. Троицкая церковь стояла на берегу реки Белой, рядом с устьем Троицкого ручья. Впоследствии в честь Троицы были названы Троицкий овраг, откуда бил ручей, и Троицкий холм.
В 1574 году на Троицком холме, отрядом стрельцов во главе с воеводой Иваном Нагим был возведён Уфимский кремль, от которого и ведётся дата основания города. На Троицком холме было также расположено первое каменное здании Уфы — Троицкая церковь (Смоленский собор), построенная в 1579 году, а также Троицкая площадь, вокруг которых была позже сооружена Уфимская крепость, ныне уничтоженные.
В 1586 году Уфа получает статус города и становится административным центром Уфимского уезда. С появлением Уфимского уезда в крае была учреждена воеводческая форма управления. По свидетельству историков, первым воеводой стал присланный Москвой Михаил Нагой. Воевода возглавлял главное административное учреждение города — Уфимскую приказную избу. Ему подчинялось гарнизонное войско в 150—200 стрельцов. С постройкой городских стен и появлением посада (торгово-промышленной части, примыкавшей вплотную к крепости), находившийся в центре острог стал называться кремлём. Кремль был обнесён частоколом из брёвен общей длиной 440 метров, над южной и северной его частями возвышались дубовые башни.

### Период XIX века
В 1803 году оренбургским гражданским губернатором Алексеем Александровичем Врасским (Вражским, Вразским) был разработан и представлен императору Александру I проект новой планировки Уфы. Планировку произвел губернский архитектор Д. М. Дельмедико. По новому генеральному плану Уфу предлагалось перенести на более ровную и сухую местность. Кроме расширения города, предполагалось проложить новые улицы поперёк давно существующих улиц. Дальнейшая судьба плана неизвестна.
После пожара 1816 года, шотландский архитектор на российской службе Вильям Гесте составил первый генеральный план города на территории 667,5 га.
В декабре 1817 года он приезжал в Уфу и вместе с губернским землемером Сметаниным внёс поправки в план. В этом виде правительство утвердило проект 3 марта 1819 года. Этот генеральный план определил направления строительства города в течение всего XIX века. По плану Гесте, городские границы были расширены от Телеграфной улицы до Никольской улицы и от реки Белой до Богородской улицы. Архитектор удачно использовал существующую застройку и рельеф местности. Он вывел Большую Казанскую улицу (главную улицу города), которая соединила старый центр — Троицкую и Нижнеторговую площади — к новому торговому центру города: будущему Гостиному двору на Верхнеторговой площади. При этом новый административный центр Уфы — Соборная площадь — была связана с Верхнеторговой площадью Театральной улицей. Административно-торговый центр Уфы сохранялся на территории исторического ядра города в течение всего XIX и до середины XX века.
В этот период начинается активное строительство каменных зданий.

## Архитектурные стили
Уфа прежде всего считалась деревянной, потому как наибольшая часть строений являлись деревянными; каменные здания на тот момент строились медленно. Практически всю историческую деревянную застройку XVI—XVIII веков уничтожили крупные пожары 1759, 1816, 1821 годов. Среди утраченных объектов: Уфимский кремль, Уфимская крепость, деревянная Троицкая церковь, деревянный Троицкий собор, деревянная Сергиевская церковь.

### Деревянное зодчество
Главной постройкой в этот период является Уфимский кремль вместе со внутренними постройками, и деревянные Троицкая церковь и Троицкий собор.
Были заложены Троицкая и Базарная (позднее Нижнеторговая) площади.
Вплоть до конца XVIII века Уфа развивалась как средневековый город веерного типа: от его главного центра расходились веером дороги (улицы Мендеелева, Пугачёва, Сочинская, Егора Сазонова, Посадская, Пушкина, Заки Валиди, Тукаева, Салавата, Коммунистическая, Октябрьской революции), которые проходили через башни большой крепостной стены, окружавшая город. При этом учитывался рельеф местности: строились мосты (Сутолоцкий, Ногайский, Демидовский) через овраги и небольшие реки, а основные дороги строились по вершине холма.

### Архитектура XVIII века
В данный период преобладает стиль русского барокко в каменных и деревянных зданиях Уфы.
Наиболее хорошо сохранившиеся здания этого периода: Демидовская мельница и дом И. Е. Демидова — Ф. С. Софронова.

### Архитектура XIX века
Для Уфы 1-я половина XIX века характеризуется в основном становлением классицизма.
Наиболее характерные здания этого периода: Гостиный двор, Духовная семинария, Дом губернатора, главный храм Уфы Воскресенский кафедральный собор, собор Рождества Богородицы, Александровская церковь, Вознесенская церковь, Покровская церковь, Спасская церковь, Первая соборная мечеть, Иоанно-Предтеченская церковь.
Были заложены площади: Соборная, Верхнеторговая, Александровская, Ивановская, Рождественская, Сенная, Конная, Тюремная, Дровяная.
Также в этот период были заложены парк на Случевской горе, Софьюшкина аллея, Ушаковский парк, Блохинский (Видинеевский) сад, Театральный сад, сад Архиерейского дома.

### Архитектура XX века
В начале XX века в Уфе стали преобладать модерн, модернизм и русский стиль, а также в меньшей степени романский стиль. В этот период вплоть до 1917 года были построены основные жилые одно- и двухэтажные деревянные жилые дома города.
После Октябрьской революции началось активное строительство кирпичных жилых домов и зданий в стиле модернизм, а начиная с 1930-х годов в стиле конструктивизм. Были построены первые сталинки.
В период 1930—1950-х годов также строятся жилые двух- и трёхэтажные кирпичные дома, лишенные архитектурного стиля, которые являлись временным жильём для заводских рабочих. Часть этих домов строилась репрессированными гражданами и военнопленными немцами (после Великой Отечественной войны).
В период 1920—1950-х годов были уничтожены многие памятники архитектуры.
Начиная с 1950-х годов Уфа активно застраивается хрущёвками.
Начиная с 1970-х годов и вплоть до конца XX века строились панельные типовые жилые дома.

## Памятники архитектуры и истории
В Уфе сохранилось некоторое количество памятников архитектуры, истории и культуры. На 2015 год их число составляет 693. На 2019 год их число составляет 294. На данный момент данные разнятся.
В общем виде все памятники можно разделить на сохранившиеся, перестроенные, заброшенные, разрушенные (снесённые и утраченные) и восстановленные (реконструированные и новодел)
Согласно словам Раиля Еникеева, начальника Управления земельных и имущественных отношений Администрации городского округа город Уфа, как минимум несколько лет до 2019 года включительно в бюджет города не закладывалось денег на сохранность памятников архитектуры.

### Сохранившиеся
- Дворянское собрание
- Демидовская мельница
- Дом Андрея Берга
- Дом А. А. Ногарёва
- Дом А. А. Тюниной
- Дом А. А. Хакимова
- Дом А. Г. Вольмута
- Дом А. И. Лобанова
- Дом А. И. Попова
- Дом А. Н. Косицкой
- Дом А. Н. Сафронова
- Дом А. П. Зайкова
- Дом А. С. Мичуриной
- Дом Ахтямова
- Дом братьев Кадомцевых
- Дом Б. Нуриманова
- Дом В. Е. Ляхова
- Дом В. Н. Королёва
- Дом Глазырина
- Дом Е. А. Поносовой-Молло
- Дом Е. Д. Подъячевой
- Дом Е. Ф. Андреевой
- Дом И. Е. Демидова — Ф. С. Софронова
- Дом И. Н. Шамова
- Дом К. Л. Петровского
- Дом Князевых
- Дом Козловых
- Дом Коломоновых
- Дом Костерина и Черникова
- Дом Коротковых
- Дом Л. Г. Вареньковой
- Дом Л. И. Воложанина
- Дом М. А. Евфорицкой
- Дом М. А. Морозовой
- Дом М. А. Степанова-Зорина
- Дом М. Гафури
- Дом М. Н. Остроумовой
- Дом Н. В. Борисовой
- Дом Н. В. Рябинина
- Дом Н. Н. Гирш
- Дом офицеров
- Дом П. А. Иванова
- Дом П. Т. Андреева (Сугробова)
- Дом Попечительства о детском приюте
- Дом Попова
- Дом Порфирия Суркова
- Дом Прохоровых
- Дом Самоделкина
- Дом Стахеевых
- Дом Ф. Е. Чижова
- Дома Чижевой
- Дом Чувильдина и Ольшевской
- Дом Шепелевых
- Дом Штехеров
- Дом Шутовых
- Доходный дом Г. Капкаева
- Доходный дом Нестерова
- Духовное женское училище
- Епархиальное духовное женское училище
- Землемерного училища
- Контрольная палата (старое здание мужского Духовного училища)
- Крестовоздвиженская церковь
- Крестьянский поземельный банк
- Кузнецовское (II-е городское приходское) училище
- Мариинская женская гимназия
- Нестеровский дом
- Община сестёр милосердия
- Особняк А. И. и В. В. Тушновых
- Особняк братьев Поликарповых
- Особняк В. А. Петунина
- Особняк Воскресенских
- Особняк Е. К. и С. А. Аверьяновых
- Особняк Г. Г. Дица
- Особняк городского главы С. П. Зайкова
- Особняк Никитиных
- Особняк Новиковых
- Особняк М. А. Лаптева
- Особняк М. С. Васильева
- Особняк Чуфаровских (П. А. Шамовой)
- Особняк Э. Н. Хасабова
- Первая Уфимская Соборная мечеть
- Покровская церковь
- Свято-Сергиевский кафедральный собор
- Телеграф С. Л. Сахарова
- Усадьба В. В. Сперанского
- Усадьба В. П. Васильева
- Усадьба Герасимова
- Усадьба Е. К. Ушковой
- Усадьба Зубовых
- Усадьба И. М. Шапина
- Усадьба купцов Безруковых
- Усадьба Н. И. Гурылёва
- Усадьба Сазоновых
- Усадьба Першиных
- Усадьба Пискуновых
- Усадьба С. В. Сахарова
- Усадьба Ю. В. Лапиной
- Усадьба Шамовых
- Частная женская гимназия Хитровской

### Перестроенные
- Александровская церковь Благовещенского монастыря
- Дом усадьбы Одинцовых
- Духовное мужское училище
- Гостиница «Астория»
- Заводоуправление Гутмана
- Здание Общества взаимного кредита
- Иверская церковь Благовещенского монастыря
- Магазин Каримовых и Шагулова
- Мельница И. К. Сельдимирова
- Подворье Благовещенского женского монастыря
- Торговый дом Берштейна
- Торговый дом братьев Крестовниковых
- Торговый дом Иванова и Нобеля
- Третья соборная мечеть
- Усадьба В. Т. Поповой
- Уфимская губернская земская управа
- Уфимская духовная семинария
- Уфимское реальное училище

### Заброшенные
- Дом Бессарабова
- Дом М. С. Тихонина
- Доходный дом В. И. Видинеева
- Первый постоянный уфимский кинотеатр «Фурор»
- Усадьба Бухартовских
- Усадьба Е. И. Коншиной

### Реконструированные
- Богородско-Уфимский храм и Часовня Святого источника
- Дом губернатора
- Евангелическо-лютеранская церковь
- Собор Рождества Богородицы
- Спасский храм
- Никольская церковь при Уфимском железнодорожном вокзале
- Успенско-Владимирская (Успенской Божьей Матери) церковь Успенского мужского монастыря
- Хакимовская (четвёртая соборная) мечеть
- Храм благоверного князя Александра Невского
- Храм в честь иконы Божией Матери Всех Скорбящих Радость
- Храм Святителя Митрофана Воронежского Успенского мужского монастыря

### Новоделы
- Гостиный двор
- Симеоно-Верхотурский храм
- Усадьба Россинских

### Снесённые
- Александровская церковь
- Александро-Невская часовня
- Архиерейский дом
- Видинеевский летний театр
- Вознесенская церковь
- Воскресенский кафедральный собор
- Дом Емельяновых
- Дом Нестеровых
- Доходный дом Г. Ф. Кочкина
- Железнодорожный вокзал
- Здание Общества взаимного вспоможения частному и служебному труду (Вспоможёнка)
- Здание Полежаевского пансиона
- Ильинская церковь
- Иоанно-Предтеченская (Кладбищенская, Старо-Ивановская) церковь
- Костёл Воздвижения Креста Господня польской католической церкви
- Никольская часовня
- Петропавловская церковь
- Северная и южная казарменные стены
- Троицкая церковь
- Успенская церковь
- Уфимский Успенский мужской монастырь

### Утраченные
- Троицкая часовня
- Уфимский кремль
- Уфимская крепость
- Уфимская городская стена